# Lex sacrata
Lex sacrata (l.mn. leges sacratae, dosł. prawo uświęcone lub święte) – rzymska formuła prawno-religijna przyjęta przez określoną grupę obywateli rzymskich w formie plebiscytu i wzmocniona uroczystą przysięgą. Ważnym elementem legum sacratarum była sankcja religijna: łamiący objęte nią przepisy miał spotkać się z potępieniem ludzi i bogów, automatycznie stawał się człowiekiem przeklętym i każdy obywatel mógł bezkarnie pozbawić go życia. Formuły takie same z siebie nie stanowiły części prawa rzymskiego, a raczej deklarację określonej grupy osób, która wszelako w praktyce bywała traktowana jako obowiązująca na równi z ustawami senatu.
Instytucja legis sacratae prawdopodobnie wzorowana była na podobnych rozwiązaniach przyjętych przez ludy italskie, takie jak Samnici i Wolskowie, które w razie zagrożenia powoływały pod broń wszystkich zdolnych do jej noszenia, a lojalność rekrutów miała zapewnić specjalna przysięga. Powiązanie rzymskiej formuły prawnej z przysięgą wojskową było jasne także dla starożytnych Rzymian, choć brak jest w źródłach wzmianek o wykorzystaniu przez nich instytucji podobnych do tych stosowanych przez ich sąsiadów.
W historii Rzymu notuje się przynajmniej sześć praw opatrzonych formułą prawa uświęconego.
Najlepiej znanym przykładem legis sacratae było przyjęcie przez plebejuszy podczas secessio plebis w 494 p.n.e. uchwały o stworzeniu urzędu trybuna ludowego, który miał reprezentować plebs w sporze z patrycjuszami, bronić jego interesów i praw. Jednocześnie przedstawiciele niższych warstw społeczeństwa rzymskiego biorący udział w zgromadzeniu zaprzysięgli, że zabiją każdego, kto zechce skrzywdzić ich wybrańców, którzy zyskali tym samym status sacrosancti, a więc nietykalnych ze względu na sankcję boską. Osoba naruszająca nietykalność konsula była, zgodnie z tradycją przyjętą dla świętokradców, uznawana za sacri, człowieka przeklętego i wyjętego spod prawa.
Poza nimi podobną legitymację posiadały także:
- wprowadzone w 509 p.n.e. przez Publiusza Waleriusza prawo do Provocatio ad populum, czyli odwołania się do ludu (konkretnie do trybuna ludowego) w przypadku skazania na śmierć[7];
- wprowadzone w 456 p.n.e. przez trybuna ludowego Lucjusza Iciliusa prawo Lex Icilia de Aventino monte pozwalające Rzymianom na swobodną zabudowę wcześniej nie zajętych części wzgórza awentyńskiego, z pominięciem przepisów wynikających z Prawa Dwunastu Tablic[8];
- wprowadzone w 449 p.n.e. za konsulatu Lucjusza Waleriusza i Marka Horacego prawa leges Valeria Horatiae regulujące prawo do apelacji, wzmacniające prawo do wolności osobistej i zakazujące tworzenia nowych urzędów bez prawa do odwołania od ich decyzji[9];
- wprowadzone ok. 345 p.n.e. przez dyktatora prawo wojskowe zakazujące zwalniania żołnierzy ze służby bez ich zgody i zakazujące pełnienia funkcji centuriona osobom, które wcześniej pełniły urząd trybuna wojskowego[10];
- prawo Marka Antoniusza z 44 p.n.e. znoszące urząd dyktatora, nakładające karę śmierci i infamii za wspieranie zapędów dyktatorskich i wyznaczające cenę za głowę takich osób[11].